# Love In Every Moment
Love In Every Moment (em russo: Lyubov v Kazhdom Mgnoverii) foi o último single da dupla russa t.A.T.u., lançado em 2014.

## Antecedentes

### Carreiras Solo
Em 2011, após Waste Management, a dupla resolveu separar-se oficialmente em prol de suas carreiras-solo. Porém, as carreiras solo delas não foram muito exitosas. Cada uma protagonizou dois singles; Lena Katina (Never Forget e Lift me Up) e Yulia Volkova (All Because of You e Didn Wanna Do It), mesmo separadas, faziam algumas apresentações juntas, com mais intensidade para o fim de 2013.

### Retorno Oficial
Em setembro de 2013, elas se apresentaram em Kiev, Ucrânia, e em dezembro em São Petesburgo, na Rússia; Em fevereiro de 2014, elas se apresentaram em Sochi, na abertura dos Jogos Olimpicos de Inverno (onde foram boicotadas, pois sua apresentação não foi transmitida na TV, por supostamente fazerem apologia à homossexualidade, por força da lei russa de anti-propaganda gay). Ainda em fevereiro, no dia 14, elas se apresentaram em Moscou, em um evento da Love Radio, onde apresentaram pela primeira vez Love In Every Moment/Lyubov V Kazhdom Mgnoveriy e confirmaram o retorno oficial.

## Cancelamento
Em 18 de fevereiro, Lena Katina publicou um vídeo cancelando os planos de retorno, acusando a companheira de se impor no projeto artístico e também acusou Yulia de chantagem, em relação a ter os planos de Lena boicotados, pois, supostamente, Yulia possui contatos em um canal russo.. 
Apesar do cancelamento por parte de Lena, o vídeo para Love In Every Moment/Lyubov V Kazhdom Mgnoveriy foi gravado por imposição contratual. No entanto, elas gravaram as cenas separadamente e não se encontraram no estúdio.